# Harald Huss
Harald Axel Huss, född 13 september 1875 i Umeå, död 16 maj 1959 i Stockholm, var en svensk apotekare, biolog och bakteriolog.
Harald Huss var son till länsbokhållaren Magnus Huss. Sedan familjens hus förstörts i Stadsbranden i Umeå 1888 flyttade man till Stockholm. Efter läroverksstudier fram till 1892 studerade han farmakologi och avlade examen 1895. Åren 1892–1897 var Huss anställd vid apoteket i Örnsköldsvik och 1899 avlade han apotekarexamen. Han tjänstgjorde därefter vid olika apotek 1899–1902, men beslutade sig efter att ha hört ett föredrag av Gustaf Lagerheim att utbilda sig till biolog. Han bedrev studier och innehade olika assistenttjänster vid institutioner i Tyskland 1902–1903, studerade vid universitetet i Zürich 1904–1905 och efter en doktorsexamen där fortsatte han sina studier i Tyskland, innan han återvände till Sverige där Huss 1907 blev föreståndare för Stockholms hälsovårdsnämnds biologiska laboratorium, en tjänst han innehade till 1940. Huss var därtill lärare i bakteriologi vid Farmaceutiska institutionen 1907–1944, föreståndare för biologiska avdelningen vid Stockholms vattenledningsverks laboratorium 1916–1932, ledamot av kommittén rörande livsmedelslagstiftning 1916–1921, ledamot av Farmaceutiska föreningens styrelse 1916–1931, ledamot av styrelsen i Kemistsamfundets analytiska sektion 1922–1944 och vice ordförande i föreningen för vattenhygien 1944–1949. Han är gravsatt på Norra begravningsplatsen utanför Stockholm.